# Xilospôngio

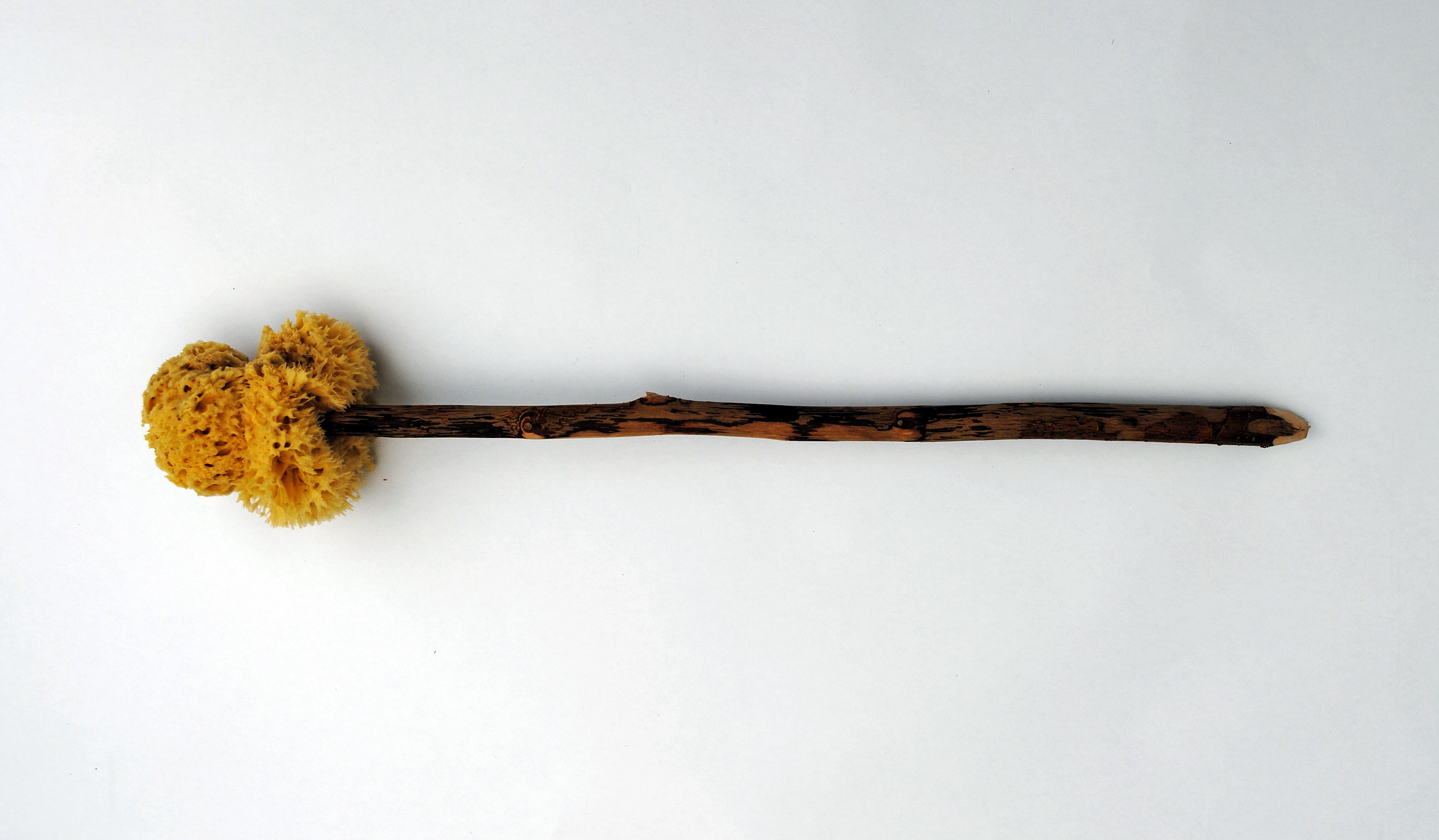
Réplica de um xilospôngio

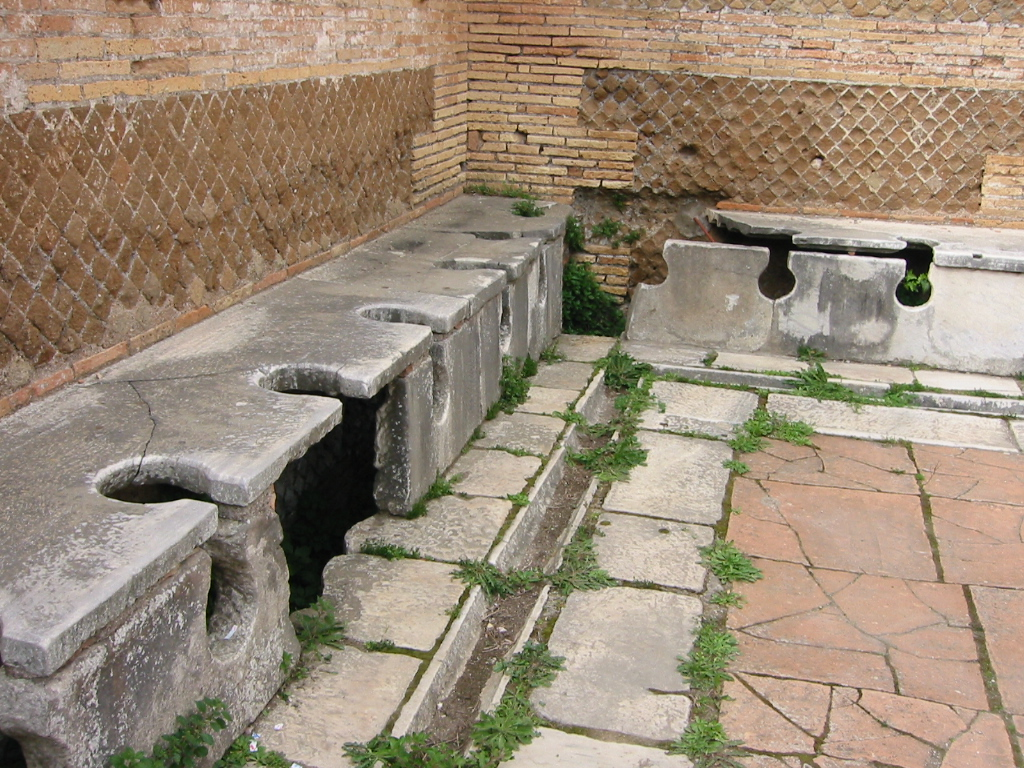
Latrinas romanas em Óstia

O xilospôngio, ou tesório, também conhecido como "esponja em uma vara", era um utensílio de higiene pessoal usado pelos antigos gregos e romanos para limpar seus ânus após defecarem. Ele é feito de uma vara de madeira (grego: ξύλον, xylon) com uma esponja do mar (grego: σπόγγος, spongos) na ponta.
O tesório era usado em latrinas públicas. A esponja deveria ser lavada em um balde com água e vinagre. O hábito ploriferava bactérias, e espalhava doenças como febre tifóide e cólera entre os que usavam as latrinas.
Na antiguidade clássica, o xilospôngio pode ter sido usado como uma escova de vaso sanitário.
Nos Banhos dos Sete Sábios, em Óstia, um arfresco do século II contém a inscrição (u)taris xylosphongio, a primeira menção conhecida do termo. No mesmo século, há outra menção do xilospôngio em uma carta de papiro de Claudius Terentianus ao seu pai Claudius Tiberianus.
Na metade do século I, o filósofo romano Séneca reportou que um gladiador germano se matou com uma esponja anexada a uma vareta. De acordo com o relato, o gladiador teria se escondido na latrina de um anfiteatro e empurrou a vareta em seu esôfago, o sufocando até a morte.